# バーンカピ区
バーンカピ区（バーンカピく、タイ語: เขตบางกะปิ）は、タイ王国バンコク都の行政区の一つ。
この行政区は、時計回りに、ブンクム区、サパーンスーン区、プラウェート区、スワンルワン区、フワイクワーン区、ワントーンラーン区、ラートプラーオ区に接している。

## 歴史
バーンカピ地区はラーマ3世時代には、ジャングルであった。
1977年にサムセンノック準区（Sub-district）が、フワイクワーン区に編入された。
1989年バーンカピ区からラートプラーオ区とブンクム区が分離し、新しい区となった。

## 施設
- DON DON DONKI The Mall Lifestore Bangkapi店（2023年11月24日オープン[1])